# La batalla de los centauros (Miguel Ángel)
La batalla de los centauros es una escultura en relieve en mármol del escultor Miguel Ángel datada cerca de 1493 y que se guarda en el museo de la Casa Buonarroti de Florencia. Sus medidas son de 84,5 x 90,5 cm.
Está realizada en mármol de Carrara donado por Lorenzo el Magnífico para su realización, Ascanio Condivi resalta en su biografía sobre Miguel Ángel, que fue ejecutada poco antes de la defunción de Lorenzo hacia principios de 1492. El relieve representa la batalla entre los griegos y los centauros y seguramente la idea se la sugirió un bronce de Bertoldo imitando la batalla de un sarcófago romano y que se encontraba en aquel tiempo en el palacio de los Médici.
Representa la acción del rapto de la princesa Hipodamia (esposa de Pirítou) por un centauro, historia relatada por Ovidio, la princesa se encuentra de espaldas, y la mitad de las figuras que serían los centauros, solamente se ve la parte superior de sus cuerpos, por lo que da la impresión que el relieve son todo desnudos masculinos, tiene un cierto parecido con el relieve del púlpito de la catedral de Siena, de los condenados al infierno de Nicola Pisano.